# Chiesa e monastero di Santa Teresa Trasverberata
La chiesa di Santa Teresa Trasverberata, che più correttamente dovrebbe essere definita chiesa e monastero di Santa Teresa Trasverberata, appartenendo ad un complesso di edifici, è la chiesa conventuale che si trova Ferrara all'angolo tra via Borgo Vado e via Antonio Brasavola. Risale al XVIII secolo.

## Storia
La storia del complesso iniziò attorno al 1739 quando le prime cinque monache carmelitane scalze, aiutate dai carmelitani scalzi del convento di San Girolamo, iniziarono a riunirsi in un'abitazione vicina. Poco a poco la loro comunità crebbe sino a far nascere il nuovo convento. Venne quindi affidato all'architetto Gaetano Barbieri il progetto per la costruzione della chiesa e questa fu realizzata a partire dal 1781 e conclusa nel 1788.  Nello stesso anno il tempio fu consacrato alla Trasverberazione del Cuore di Santa Teresa di Gesù.   
Dopo il periodo dell'invasione napoleonica che soppresse monasteri, chiese ed ordini religiosi, nel 1821, alle monache fu possibile riprendere la vita precedente. L'antico convento nel frattempo era stato in parte demolito ma rimasero l'edificio principale, due giardini e il grande orto delimitati da un alto muro di cinta.

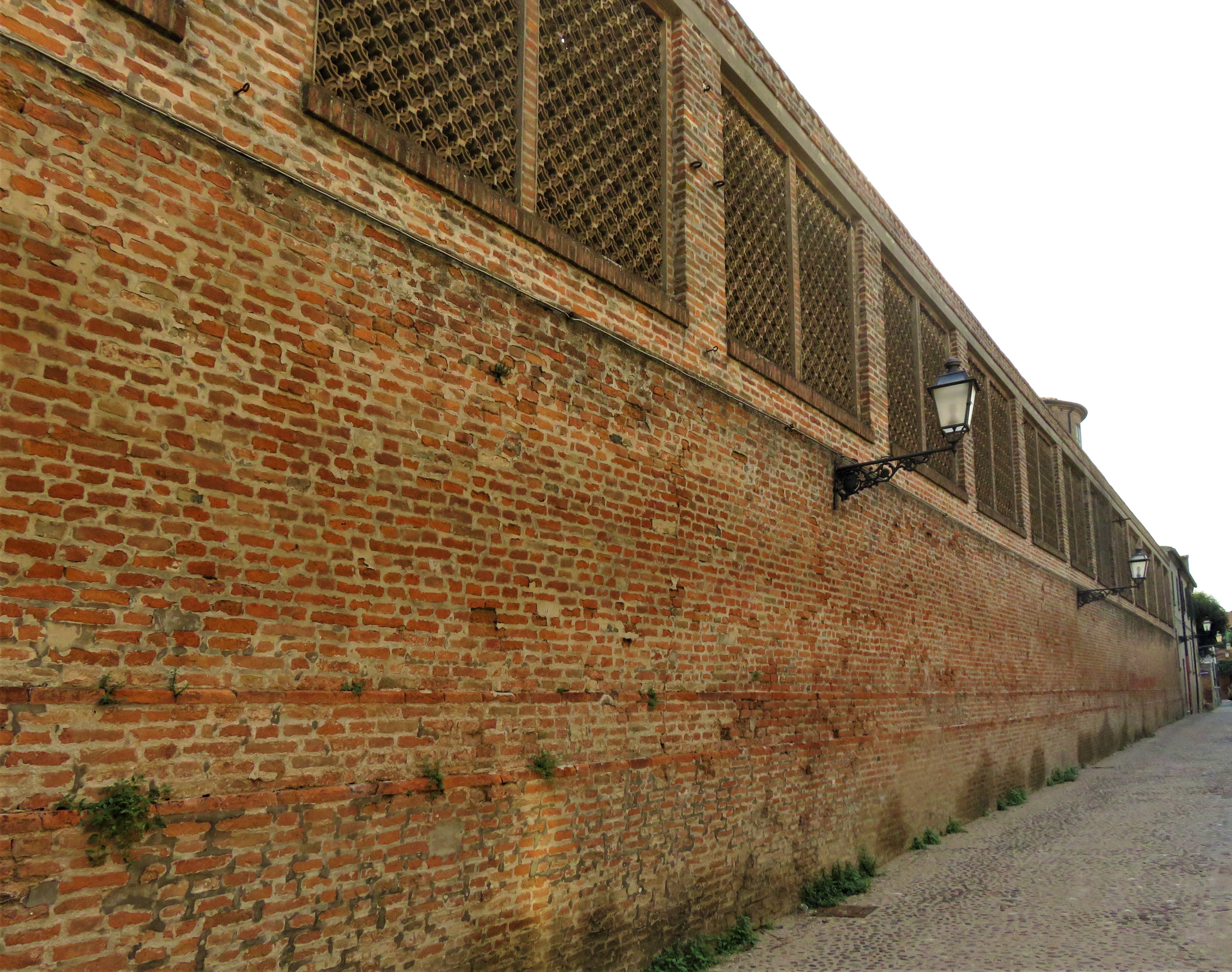
Le alte mura in via Brasavola che proteggono gli spazi conventuali.

Un'importante lavoro di restauro fu realizzato durante il primo dopoguerra del XX secolo.
Una seconda consacrazione venne celebrata nel 1939 dall'arcivescovo metropolita di Ferrara Ruggero Bovelli dopo la conclusione dei lavori che videro anche la sostituzione dell'altar maggiore storico con quello marmoreo che ci è pervenuto.

## Descrizione
Tutto il complesso, che risale al XVIII secolo, è costituito da tre parti fondamentali che sono:
- la chiesa
- la torre campanaria
- il monastero

Il tempio ha una facciata rivolta a ovest e il suo sagrato è molto limitato dalle vie medievali che lo racchiudono. La pianta della sala è circolare ed è sormontata da una cupola di notevole altezza.
Conserva dipinti ed altre opere attribuite al ferrarese Francesco Pellegrini.
Il convento è di clausura ed è protetto da alte mura visibili percorrendo via Brasavola.